# Buba bombarder
Buba bombarder je zajednički naziv većeg broja vrsta iz porodice trčuljaka (Carabidae), koje se grupišu u 2 potporodice Brachininae i Paussinae (tribusi Paussini, Ozaenini i Metriini) - preko 500 vrsta, čija je specifična karakteristika odbrambeni mehanizam po kome su i dobile ime. 
Kada je ugrožena tj. prilikom napada neprijatelja, buba gađa neprijatelja otrovnim mlazem koji izaziva opekotine. Osim toga, stvara se i oblak plave pare koja služi kao dimna zavjesa za sakrivanje bube. 

## Odbrambeni mehanizam
Ove bube proizvode dvije posebne hemikalije, hidrohinon i vodonik-peroksid koje su smještene u posebnom rezervoaru u zadnjem dijelu tijela. Rezervoar je povezan preko mišićno kontrolisanog ventila sa posebnom reakcijskom komorom. Kada smjesa iz rezervoara dospije u reacijsku komoru, dolazi u kontakt sa katalazom i peroksidazama. Katalaza je široko rasprostranjen enzim. Inače predstavlja dio antioksidativne zaštite organizma. Peroksidaze su velika familija enzima. U reakcijskoj komori dolazi do hemijske reakcije gdje se razlaže toksični vodonik-peroksid na kiseonik i vodu.
Dolazi do oksidacije hidrohinona u p-hinone. Uslijed ovih reakcija oslobađa se kiseonik i toliko toplote da se mješavina dovede do tačke ključanja, gdje se, oko jedna petina smjese pretvori u gasovito stanje. 
Pritisak koji nastane tom prilikom, prisili “ventil” do rezervoara da bude zatvoren, te konačno dolazi do izbacivanja gasova pod pritiskom na eksplozivan način kroz otvore na zadnjem dijelu tijela. Ova eksplozija je propraćena veoma glasnim pucnjem. Hemikalija može da bude kobna za napadača i vrlo je bolna za čovječiju kožu.. 

## Rasprava kreacionista
Kreacionisti smatraju da odbrambeni mehanizam bube bombardera nije mogao da evoluira po teoriji evolucije. Da se ovako komplikovan mehanizam sam od sebe polako razvije, kreacionisti tvrde da je nemoguće. Istaknuti kreacionista dr Duejn Giš u jednoj od svojih knjiga između ostalog, opisuje i bube bombardere. 
Drugi isktanuti kreacionista profesor Majkl Be, inače biohemičar i profesor biohemije na Univeritetu u Pensilvaniji, poput Giša objašnjava, da inteligentni dizajn poput odbrambenog mehanizma kod buba, nema naučne osnove. Katedra za biološke nauke sa tog univerziteta je objavila službeno izjavu koja glasi: “Naš zajednički stav je, da inteligentni dizajn nema naučne osnove, nije testiran ekperimentalno i ne treba ga uzimati kao naučni”. Na drugoj strani, zagovornici evolucije smatraju argumente kreacionista kao “zagonetku sa greškama”.

## Spoljašnje veze
- Proceedings of the National Academy of Sciences article: "Spray aiming in the bombardier beetle: Photographic evidence"
- Genus Brachinus--BugGuide.net
- Eisner, T.; Aneshansley, D. J.; Eisner, M.; Attygalle, A. B.; Alsop, D. W.; Meinwald, J. (2000). „Spray mechanism of the most primitive bombardier beetle (Metrius contractus)”. Journal of Experimental Biology. 203 (8): 1265—1275. Bibcode:2000JExpB.203.1265E. PMID 10729276. doi:10.1242/jeb.203.8.1265., Copyright © 2000 by Company of Biologists
- Pregled novijeg istraživanja odbrambenog mehanizma kod bube bombarder (eng: Overview feature about recent research on the fluid discharge mechanism in Bombardier beetles)
- „Bombarder”. Архивирано из оригинала 16. 2. 2009. г.